# Imbrasia
Imbrasia är ett släkte av fjärilar. Imbrasia ingår i familjen påfågelsspinnare.

## Bildgalleri

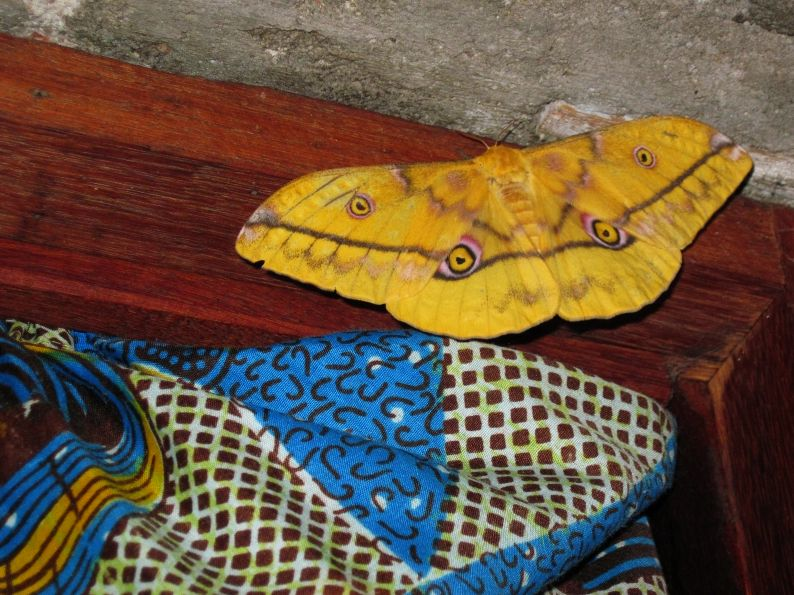

## Dottertaxa tillImbrasia, i alfabetisk ordning[1]
- Imbrasia affinis
- Imbrasia afzelii
- Imbrasia alcestris
- Imbrasia alicia
- Imbrasia allardi
- Imbrasia alopia
- Imbrasia amathusia
- Imbrasia aniger
- Imbrasia anna
- Imbrasia anthina
- Imbrasia anthinoides
- Imbrasia antigone
- Imbrasia balachowskyi
- Imbrasia bamendana
- Imbrasia belayneshae
- Imbrasia benguelae
- Imbrasia benguelensis
- Imbrasia bicolor
- Imbrasia bouvieri
- Imbrasia brunneonigra
- Imbrasia bubo
- Imbrasia buchholzi
- Imbrasia butleri
- Imbrasia callophthalma
- Imbrasia camerunensis
- Imbrasia capdevillei
- Imbrasia capensis
- Imbrasia carnegiei
- Imbrasia chevalia
- Imbrasia clarki
- Imbrasia cleoris
- Imbrasia convexa
- Imbrasia crameri
- Imbrasia cytherea
- Imbrasia diomede
- Imbrasia dione
- Imbrasia dionysiae
- Imbrasia dorcas
- Imbrasia eblis
- Imbrasia emini
- Imbrasia epimedea
- Imbrasia epimethea
- Imbrasia ertli
- Imbrasia fasciata
- Imbrasia flavescens
- Imbrasia gabunica
- Imbrasia germaini
- Imbrasia gschwandneri
- Imbrasia gueinzii
- Imbrasia hebe
- Imbrasia helena
- Imbrasia heroum
- Imbrasia intermiscens
- Imbrasia istsariensis
- Imbrasia kafubuensis
- Imbrasia kasaiensis
- Imbrasia krucki
- Imbrasia latifasciata
- Imbrasia longicaudata
- Imbrasia lubumbashii
- Imbrasia lucida
- Imbrasia lutea
- Imbrasia macrops
- Imbrasia macrothyris
- Imbrasia michaelae
- Imbrasia mirei
- Imbrasia mopsa
- Imbrasia murphyi
- Imbrasia myrtea
- Imbrasia nadari
- Imbrasia nictitans
- Imbrasia nyassana
- Imbrasia nyassanae
- Imbrasia obliqua
- Imbrasia obscura
- Imbrasia ochracea
- Imbrasia orientalis
- Imbrasia oyemensis
- Imbrasia pallescens
- Imbrasia paradoxa
- Imbrasia pauper
- Imbrasia persephone
- Imbrasia petiveri
- Imbrasia preussi
- Imbrasia pumila
- Imbrasia rectilineata
- Imbrasia reducta
- Imbrasia regalis
- Imbrasia rhodina
- Imbrasia rhodophila
- Imbrasia richelmanni
- Imbrasia rubra
- Imbrasia senegalensis
- Imbrasia simplicia
- Imbrasia sonthonnaxi
- Imbrasia staudingeri
- Imbrasia truncata
- Imbrasia ungemachti
- Imbrasia unicolor
- Imbrasia wahlbergi
- Imbrasia wahlbergina
- Imbrasia waterloti
- Imbrasia venus
- Imbrasia vesperina
- Imbrasia xanthofacis
- Imbrasia xanthomma
- Imbrasia zaodeae